# Diplocystidiaceae
Diplocystidiaceae is een botanische naam, voor een familie van schimmels. 

## Geslachten
Volgens de Index Fungorum bestaat de familie uit de volgende vijf geslachten: 
- Astraeus
- Diplocystis
- Diploderma
- Endogonopsis
- Tremellogaster